# I’ve Dreamed of You
«I’ve Dreamed of You» (с англ. — «Я мечтала о тебе») — песня, записанная американской певицей Барброй Стрейзанд для её двадцать восьмого студийного альбома A Love Like Ours.

## Написание и запись
Песня была написана Энн Хэмптон Колэуэй по просьбе Стрейзанд, певица исполнила её на своей свадьбе с Джеймсом Бролином в 1998 году. Это была одна из двух песен, написанных Колуэй для альбома A Love Like Ours, релиз которого состоялся в сентябре 1999 года, незадолго до релиза «I’ve Dreamed of You» была выпущена в качестве сингла.

## Критический приём
Billboard описали песню как «струнную, мягко балладу». The New York Times отозвались о песен как о «приторно-любовной». В книге The Importance of Being Barbra песня охарактеризована как «несколько забываемая». Out описали её как «летний хит». В издании The Free Lance–Star назвали песню «теплой и уютной». В Calhoun Times написали, что песня «почти колыбельная, в позитивном смысле», «по-настоящему сладкая» и «трогательная».

## Список композиций
1. Barbra Streisand — I’ve Dreamed Of You (4:45)
2. Barbra Streisand — At The Same Time (4:16)

## Чарты
| Чарт (1999)                       | Пиковая позиция |
| --------------------------------- | --------------- |
| Канада (RPM Top Singles)          | 12              |
| Канада (RPM Adult Contemporary)   | 91              |
| США (Billboard Hot Singles Sales) | 24              |